# 모리시타 모토하루
모리시타 모토하루(일본어: 森下 元晴, 1922년 4월 12일~2014년 3월 11일)는 8선 중의원 의원을 지낸 일본의 정치인이다.

## 생애
1922년 4월 12일에 지금의 도쿠시마현 가이후군 가이요정에서 태어났다. 모리시타의 집안은 대대로 임업에 종사해 왔고 모리시타 역시 도쿄고등농림학교(지금의 도쿄 농공대학)을 나왔다. 하지만 1963년에 총선에 출마해 당선되면서 정치인으로 변신했다.
소속 정당은 자유민주당이었으며 고노 이치로의 춘추회에 속했다가 나카소네 야스히로의 정책과학연구소로 옮겼다. 1981년 11월부터 1년간 스즈키 젠코 내각 (개조)에서 후생상으로 재임했으며 이후 자민당 국대위원장, 나카소네파 사무총장 등을 역임했다.
1990년에 정계를 은퇴했다. 2008년에 숲의 생명과 자연의 섭리를 많은 사람들이 알길 바란다면서 모리시타가가 소유한 삼림을 도쿠시마현에 기부했다.
2014년 3월 11일에 사망했다. 향년 91세. 사후 종3위에 추서됐다.

## 역대 선거 기록
|  | 13.4% |

|  | 10% |

|  | 16.5% |

|  | 14.8% |

|  | 13.1% |

|  | 15.9% |

|  | 15% |

|  | 12.6% |

|  | 14.12% |

| 전임 무라야마 다쓰오 | 제61대 후생대신 1981년 11월 30일~1982년 11월 27일 | 후임 하야시 요시로 |